# Departamento de Tala
Departamento de Tala är en kommun i Argentina.   Den ligger i provinsen Entre Ríos, i den centrala delen av landet, 270 km norr om huvudstaden Buenos Aires.
Trakten runt Departamento de Tala består till största delen av jordbruksmark. Runt Departamento de Tala är det glesbefolkat, med 9 invånare per kvadratkilometer.